# Die Tagespost
Die Tagespost (Untertitel: Katholische Zeitung für Politik, Gesellschaft und Kultur) ist eine überregionale, wöchentlich im Johann Wilhelm Naumann Verlag in Würzburg erscheinende Zeitung.
Sie hieß bis zum 1. April 1999 Deutsche Tagespost. Das Blatt erschien dreimal wöchentlich, die Samstagsausgabe mit leichten Veränderungen und Beilage der wöchentlichen Allgemeine Sonntagszeitung. Seit Januar 2018 erscheint sie mit 32 Seiten gedruckt nur noch donnerstags als Wochenzeitung sowie mit aktuellen Beiträgen online. Sie wird als rechtskatholisch eingeschätzt und soll Verbindungen in die neurechte Szene haben.

## Geschichte
Mit ihrer Erstausgabe vom 28. August 1948 erschien die Zeitung unter dem Namen Augsburger Tagespost. Sie war die erste konfessionell ausgerichtete Zeitung in der amerikanischen Besatzungszone. Der Gründer Johann Wilhelm Naumann hatte zuvor seinen Lizenzanteil an der Schwäbischen Landeszeitung aufgegeben. Die Augsburger Tagespost wurde Ende 1949 wieder eingestellt. 1951 zog der Verlag von Augsburg nach Regensburg, wo die Zeitung von nun an als Deutsche Tagespost erschien und sich als überregionale katholische Zeitung für den deutschsprachigen Raum verstand. Seit 1955 ist Würzburg der Sitz des Verlages und der Erscheinungsort der Zeitung.
Bis 1993 war der Johann Wilhelm Naumann Verlag, in dem die Zeitung erscheint, im Besitz der Familie des Gründungsverlegers. 1993 wurde der Verlag von der katholischen Echter-Gruppe gekauft. Mit Übernahme der Anteile von Echter ist seit November 2017 die Johann-Wilhelm-Naumann-Stiftung Alleineigentümerin der Zeitung.
Seit dem 4. Januar 2018 erscheint die Zeitung in rubrikmäßig veränderter Form als Wochenzeitung donnerstags (gedruckt und elektronisch) sowie zusätzlich mit tagesaktueller Online-Redaktion, nachdem ihr weiteres Erscheinen durch die Spendensammelaktion „Rettet die Tagespost“ sichergestellt worden war. Damals erschien die Zeitung nach eigenen Angaben mit rund 9500 Exemplaren.

## Inhalt und Ausrichtung
Die Tagespost dokumentiert unter anderem päpstliche Lehrschreiben und Verlautbarungen und informiert ihre Leser regelmäßig über Stellungnahmen des Vatikans und anderer kirchlicher Stellen zu aktuellen innerkirchlichen und politischen Fragestellungen. Das Blatt ist kirchenpolitisch konservativ ausgerichtet, wird als „rechtskatholisch“ oder „neurechts“ eingeordnet oder als Zeitung „mit rechten Tendenzen“ apostrophiert. Wichtige Mitarbeiter und Autoren werden dem Opus Dei zugerechnet, mit dem die Zeitung seit Jahrzehnten verbunden sein soll. Vorsitzender der Eigentümerstiftung ist Norbert Neuhaus (CDU), ein ehemaliger Trierer Wirtschaftsdezernent und Vizebürgermeister, Opus-Dei-Mitglied und von 2004 bis 2006 Generalsekretär des kirchlichen Hilfswerks Kirche in Not International. Er ist auch Mitherausgeber des Vatican Magazins.

### Diskussion um rechtsnationale Ausrichtung
Der Präsident des Zentralkomitees der deutschen Katholiken, Thomas Sternberg, warnte im Dezember 2019 vor rechtsnationalen Einflüssen auf Gemeinden und Kirchenvorstände und kritisierte in diesem Zusammenhang auch die Tagespost als Beispiel für „einige scharf agierende kirchliche Medien“. Deren damaliger Chefredakteur Oliver Maksan erwiderte in der Tagespost, der ZdK-Präsident versuche offenbar, kritische Stimmen zum „Synodalen Weg“ mundtot zu machen. Allerdings zeigten journalistische Recherchen zur „5. Vollversammlung der wahren Schwarmintelligenz“, bei der die Tagespost als der offizielle Medienpartner fungierte, dass tatsächlich Kooperationen und Verbindungen in die neurechte Szene existieren.
2019 erklärte Liane Bednarz – die bis 2015 und dann ab 2020 wieder für die Tagespost geschrieben hatte –, dass die Zeitung eine „betrübliche Entwicklung“ durchmache, und verwies darauf, dass in deren Feuilleton „zunehmend in langen Essays neurechte Autoren zitiert“ würden. So sei beispielsweise 2017 der französische Schriftsteller Renaud Camus, auf den die Verschwörungstheorie des „Großen Austauschs“ zurückgeht, als „prominente[r] Intellektuelle[r]“ bezeichnet worden. Der „Große Austausch“ sei dabei sogar als Klammerzusatz erwähnt worden, „und zwar nicht kritisch“. Gregor Dotzauer konstatierte 2021 im Tagesspiegel, dass die Tagespost „neuerdings vermehrt rechte, das christsoziale Spektrum sprengende Stimmen“ anziehe. In ihrer Dissertation über das Verhältnis zwischen Rechtspopulismus und konservativem Christentum aus dem Jahr 2021 ordnet Janina Coronel-Zähringer die Tagespost allerdings innerhalb einer konservativ-katholischen Medienlandschaft nicht als ‚rechts‘ ein, sondern sieht die Meinungsbeiträge der Zeitung „eher im romtreuen, konservativen und klerikalen Bereich“ angesiedelt. Der Historiker Paul Hoser schreibt bezüglich des Forschungsstandes zur Tagespost 2023 im Historischen Lexikon Bayern, dass eine Untersuchung, „sowohl was den Inhalt als auch die redaktionellen, wirtschaftlichen und politischen Hintergründe betrifft“, nicht vorliege. Er erwähnt aber auch, dass die selbst konservative Frankfurter Allgemeine Zeitung bereits 1969 zum Schluss gekommen war, dass die Tagespost „sogar die Parteizeitung der CSU, den Bayernkurier, gelegentlich rechts überholte“.
Der Historiker und Leiter der Stiftung Gedenkstätten Buchenwald und Mittelbau-Dora, Jens-Christian Wagner, ordnete die Tagespost 2022 als rechtskatholisch ein.

### Kritische Begleitung des Synodalen Weges
Dem Synodalen Weg, einem 2019 begonnenen Gesprächsprozess der Deutschen Bischofskonferenz und des Zentralkomitees der deutschen Katholiken, stand Die Tagespost schon im Vorfeld skeptisch gegenüber. Unter dem Titel welt&kirche veröffentlichte sie eine eigene Beilage zur Begleitung des Synodalen Wegs, die während der Dauer des Gesprächsprozesses alle zwei Monate Themen und Ergebnisse der Veranstaltungen „kritisch in den Blick nehmen“ wollte, wobei der Maßstab der Zeitung „der überlieferte Glaube“ sein solle. Koordiniert wurde die 16-seitige Beilage von einem theologischen Beirat, dem die Philosophin Hanna-Barbara Gerl-Falkovitz – bis 2023 Mitglied der Synodalversammlungen –, die Dogmatiker Karl-Heinz Menke und Christoph Binninger sowie der Kirchenrechtler Christoph Ohly angehörten.
Die Tagespost publizierte 2022 während der noch laufenden Herbstvollversammlung der Deutschen Bischofskonferenz ein Exklusivinterview mit Kardinal Kurt Koch, in dem dieser die theologische Linie einiger Mitglieder des Synodalen Weges mit den Deutschen Christen verglich, die in den 1930er-Jahren den Protestantismus in Deutschland an die Ideologie des Nationalsozialismus angleichen wollten. Daraufhin zeigte sich unter anderen der Antisemitismusbeauftragte der deutschen Bundesregierung, Felix Klein, irritiert über die in der Tagespost veröffentlichten Aussagen von Kardinal Koch und betonte, die Deutschen Christen hätten sich dem mörderischen nationalsozialistischen Regime angedient und dessen Antisemitismus unterstützt; der Synodale Weg sei jedoch grundverschieden von der durch den Kardinal in seiner Analogie bemühten Bewegung der Deutschen Christen. Kardinal Koch belasse es nicht bei der Kritik am Zeitgeist, wenn er insinuiere, dass in Deutschland „wieder“ etwas geschehe.

## Herausgeber (Auswahl)
- Johann Wilhelm Naumann, Journalist, von 1948 bis 1956 Gründungsherausgeber und Chefredakteur
- Heinrich Wilhelm Naumann, Mediziner und Professor, von 1973 bis 2001
- Theodor Herr, Theologe und Sozialethiker, von 1988 bis 2000
- Günter Putz, Domdekan des Bistums Würzburg, von 2000 bis 2020

## Chefredakteure
- Ferdinand Römer, von 1955 bis 1998
- Guido Horst, von 1998 bis 2006
- Markus Reder, von 2006 bis 2016
- Oliver Maksan, von 2016 bis 2021[34]
- Guido Horst, von 2021 bis 2025
- Franziska Harter, seit 2025[35]

## Autoren

### Redaktionsmitglieder
(Quelle: )
- Guido Horst, Vatikan-Korrespondent
- Stefan Ahrens, Ressortleiter Feuilleton und Medien
- Stephan Baier, Ressortleiter Aussenpolitik, Korrespondent für Österreich, Südosteuropa und Europapolitik, Sitz in Wien
- Regina Einig, Redakteurin des Ressort „Kirche“
- Franziska Harter
- Maximilian Lutz, Chef vom Dienst Onlineredaktion
- Stefan Rehder, Redakteur für „Glaube und Wissen“, Bioethik-Korrespondent
- Sebastian Ostritsch
- Sebastian Sasse, Redakteur für „Politik“ und „Wirtschaft & Soziales“, Chef vom Dienst

### Ständige Autoren
(Quelle: )
- Josef Bordat
- David Engels
- Michael F. Feldkamp
- Marco Fetke
- José García
- Rudolf Gehrig
- Hanna-Barbara Gerl-Falkovitz
- Johannes Hartl
- Birgit Kelle
- Harm Klueting
- Esther von Krosigk
- Christa Meves
- Hans-Gert Pöttering
- Alexander Pschera
- Thomas Philipp Reiter
- Stefan Rochow
- Uwe Wolff
- Sigmund Gottlieb

### Verstorbene Autoren
- Klaus Berger
- Jürgen Liminski, Ständiger Mitarbeiter im Ressort Politik und Wirtschaft
- Harald Vocke
- Adelbert Weinstein